# カタジナ・オパリンスカ
カタジナ・オパリンスカ（ポーランド語：Katarzyna Opalińska, 1682年10月13日 - 1747年3月19日）は、ポーランド王、ロレーヌ公スタニスワフ・レシチニスキの妃。フランス語名はカトリーヌ（Catherine Opalińska）。

## 生涯
ポズナン県知事クシシュトフ・オパリンスキの孫娘に生まれ、1698年に王冠領酒膳官だったスタニスワフ・レシチニスキと結婚した。カタジナの祖父と夫レシチニスキの祖父ボグスワフ・レシチニスキの時代には、両家は政敵の関係にあった。1699年に長女アンナを、1703年に次女マリア（後のフランス王妃）を出産した。1747年にリュネヴィルで亡くなった時は、フランス王妃の母、ポーランド元国王の妻という身分であったため、娘婿のルイ15世によりパリのノートルダム大聖堂にて盛大な追悼式典が催された。この式典ではカタジナは大げさに神格化されていたという。遺骸はナンシーのノートルダム・ド・ボンセクール教会に、夫および娘の心臓と隣り合って眠っている。